# 若林康太
若林 康太（わかばやし こうた、1997年10月23日 - ）は、日本の元陸上競技選手。専門は短距離走。新潟県柏崎市出身。新潟県柏崎市立松浜中学校、新潟産業大学附属高等学校、駿河台大学現代文化学部卒業。セゾン情報システムズHULFT陸上部所属。2019年、第23回アジア陸上競技選手権大会の400メートルリレーに出場。混成4×400メートル走で銅メダル。男子4×400メートル走で金メダルを獲得。